# Omar Mapuri
Omar Ramadhani Mapuri (* 10. Januar 1950 in Kahama, Tanganjika, heute: Tansania) ist ein tansanischer Diplomat und Politiker der Chama Cha Mapinduzi (CCM), der unter anderem zwischen 1985 und 2000 Bildungsminister, von 2003 bis 2006 Innenminister sowie zwischen 2006 und 2012 Botschafter in der Volksrepublik China war.

## Leben
Mapuri wurde 1985 im Kabinett von Premierminister Joseph Sinde Warioba Bildungsminister und bekleidete dieses Ministeramt bis 2000 auch in den Regierungen der Premierminister John Malecela, Cleopa David Msuya und Frederick Sumaye. Am 1. Februar 2003 übernahm er als Nachfolger von Muhammed Seif Khatib im Kabinett von Premierminister Sumaye das Amt des Innenministers. Am 4. Januar 2006 berief Staatspräsident Jakaya Kikwete John Chiligati zu seinem Nachfolger als Innenminister in das Kabinett von Premierminister Edward Lowassa. Bei dieser Regierungsneubildung wurden zugleich Asha-Rose Migiro zur Außenministerin, Juma Kapuya zum Verteidigungsminister und Zakia Meghji zur Finanzministerin ernannt.
Daraufhin wurde Mapuri wiederum 2006 Nachfolger von Charles Sanga als Botschafter in der Volksrepublik China und verblieb auf diesem Posten bis 2012.

## Archivversion
1. ↑  Tansania: 1. Februar 2003
2. ↑  Tansania: 4. Januar 2006

| Personendaten    | Personendaten                               |
| ---------------- | ------------------------------------------- |
| NAME             | Mapuri, Omar                                |
| ALTERNATIVNAMEN  | Mapuri, Omar Ramadhani (vollständiger Name) |
| KURZBESCHREIBUNG | tansanischer Politiker und Diplomat         |
| GEBURTSDATUM     | 10. Januar 1950                             |
| GEBURTSORT       | Kahama, Tanganjika, heute: Tansania         |